# Slag bij Beachy Head
De Slag bij Beachy Head (Frans: Bataille de Béveziers of Bataille du cap Béveziers; traditionele Nederlandse naam: Slag bij Bevesier) was een zeeslag nabij het Zuid-Engelse Beachy Head die op 10 juli 1690 als onderdeel van de Negenjarige Oorlog werd uitgevochten. De Engels-Nederlandse geallieerde vloot stond onder het commando van de Engelse admiraal Arthur Torrington, de Franse vloot onder leiding van Anne de Tourville.
De strijd eindigde in een grote Franse overwinning op hun Engelse en Nederlandse tegenstanders. Het Nederlandse eskader onder leiding van de Zeeuwse admiraal Cornelis Evertsen de Jongste werd vrijwel vernietigd. Slechts drie van de tweeëntwintig Nederlandse schepen konden na deze slag opnieuw ingezet worden. In totaal verloren de geallieerden tijdens de slag zo'n acht linieschepen. Op een na waren dit allemaal Nederlandse schepen. De Fransen verloren tijdens de slag geen enkel schip. Hoewel de Fransen nu de controle over de zee hadden, lieten zij de twee Engelse eskaders en de restanten van het Nederlandse eskader naar de monding van de Theems ontsnappen.
Tourville werd verder zwaar bekritiseerd omdat hij er na zijn grote overwinning niet in slaagde om dit voordeel op betekenisvolle wijze uit te buiten. Hij werd daarop van zijn commando ontheven. De Engelse admiraal Torrington had in eerste instantie geadviseerd de strijd tegen de superieure Franse vloot te ontlopen. Hij kreeg van het Engelse oorlogskabinet onder leiding van koningin Maria echter de uitdrukkelijke opdracht de strijd aan te gaan. Na afloop van de verloren slag werd hij opgesloten in de Tower van Londen en voor een krijgsraad gedaagd. Hij werd er van beschuldigd het Nederlandse eskader onder Cornelis Evertsen de Jongste op criminele wijze in de steek te hebben gelaten. Hoewel hij werd vrijgesproken werd hij door koning Willem III als bevelhebber van de Engelse vloot ontslagen.

## Achtergrond
Koning Jacobus II voerde een campagne in Ierland als eerste stap in een uiteindelijk mislukte poging om zijn troon terug te winnen na zijn afzetting tijdens de 'Glorious Revolution'. In augustus 1689 was maarschalk Schomberg vanuit Engeland gestuurd om de protestantse troepen die loyaal waren aan koning Willem te versterken, maar de voortgang Schombergs leger was tijdens de winter van 1689-1690 als gevolg van een gebrekkige logistieke voorbereiding, ziekte en desertie tot stilstand gekomen. Al in januari 1690 was het voor koning Willem III van Oranje duidelijk dat hij met aanzienlijke versterkingen persoonlijk naar Ierland zou moeten komen, om de situatie daar te redden.
De belangrijkste geallieerde vloot onder admiraal Torrington werd in Het Kanaal gestationeerd; een substantieel deel van de vloot was in het Middellandse Zeegebied onder viceadmiraal Henry Killigrew. De graaf van Nottingham, Willems Secretary of State en gekozen adviseur voor vlootzaken, hoopte dat deze Middellandse zeevloot het Franse smaldeel in Toulon zou neutraliseren. Sir Cloudesley Shovell bleef in de Ierse Zee, maar zijn eskader was veel te klein om te verhinderen dat de Fransen deze wateren zouden controleren, mochten zij daarvoor kiezen. De Fransen kozen er echter voor om hun vloot niet in te zetten als ondersteuning voor de Ierse campagne; koning Lodewijk XIV zette in plaats daarvan zijn marine in tegen Torrington in het Kanaal. Hoewel er op 17 maart 6.000 Franse soldaten onder commando van de graaf van Lauzun succesvol werden overgezet naar Ierland om Jacobus te helpen, keerde de Franse vloot onder bevel van de graaf de Tourville op 1 mei terug naar Brest. Terwijl de grote vloot zich verzamelde bleef de Franse vloot tijdens de maanden mei en juni inactief.
Deze Franse passiviteit gaf Willem de gelegenheid waarop hij had gewacht. Op 21 juni scheepte Willem zijn troepen in Chester in op 280 transportschepen. Deze vloot werd slechts begeleid door zes oorlogsschepen onder bevel van Shovell. Op 24 juni landde Willem, ongehinderd door de Franse vloot, in Carrickfergus met 15.000 man voor zijn Ierse campagne, tot grote consternatie van James' lord deputy in Ierland de graaf van Tyrconnel, die later schreef "Het ontbreken van een Frans smaldeel van oorlogsschepen in het Sint-Georgekanaal is onze ondergang geweest ..."

## Voorspel

Zeeslag bij Beachy Head, 10 juli 1690. Tourville behaalde een duidelijke overwinning, maar slaagde er niet in zijn succes strategisch uit te buiten.

Na Killigrew bij Cadiz ontweken te hebben voegde het smaldeel van de Levantvloot uit Toulon onder bevel van Château-Renault zich op 21 juni bij de vloot van Tourville. Tourville voerde nu het commando over de gecombineerde Franse vloten uit Brest en Toulon met in totaal 75 linieschepen en 23 branders. Deze vloot zeilde op 23 juni het Kanaal in; op 30 juni lagen de Fransen bij de Lizard. Torrington zeilde met zijn vloot de Theems, terwijl hij er al van overtuigd was dat de Franse vloot sterker was – een groot deel van de Royal Navy was elders ingezet om de Engelse maritieme handel tegen kapers te beschermen; de geallieerde vloot bestond uit slechts 56 Engelse en Nederlandse linieschepen, met in totaal 4.153 kanonnen. Tourvilles vloot beschikte over 4.600 kanonnen.
Torringtons vloot bereikte het eiland Wight en kreeg daar gezelschap van een Nederlands eskader onder commando van Cornelis Evertsen de Jongste. Op 5 juli kreeg Torrington de Franse vloot in het vizier. Hij berekende hun sterkte op bijna 80 linieschepen. Niet in staat om verder westwaarts te varen en zo verbinding te maken met de eskaders van Shovell en Killigrew (die op weg naar huis was), maakte Torrington zijn intentie bekend dat hij van plan was om zich terug te trekken op de Straat van Dover, dit in verband met de superieure Franse vloot. Hij was van mening dat het mogelijk verlies van de fleet in being — een term die hij bij deze gelegenheid bedacht en die een vloot aanduidt die een strategische betekenis heeft door er simpelweg te zijn — in deze situatie een strategisch te groot risico was.
In Willems afwezigheid haastten koningin Maria en haar adviseurs – de 'Raad van Negen' – zich om maatregelen te nemen om het land te verdedigen. Carmarthen dacht dat het raadzaam was om te vechten; net zoals Nottingham en admiraal Russell, die er niet van overtuigd was dat de Fransen zo sterk was als Torrington had gemeld. Hij oordeelde dat alleen de admiraals pessimisme, defaitisme of verraad zijn verslagen kon verklaren.
Terwijl de twee vloten zich langzaam door het kanaal bewogen (waarbij Torrington er zorgvuldig voor zorgde buiten bereik van de Franse vloot te blijven), gaf Russell de opdracht om te vechten. Medeondertekend door Nottingham bereikten deze orders de admiraal op 9 juli, die op dat moment met zijn vloot net buiten Beachy Head lag. Torrington besefte dat wanneer hij weigerde om slag te leveren hij zich schuldig maakte aan directe ongehoorzaamheid; maar hij realiseerde zich ook dat wanneer hij wel slag leverde hij een groot risico op een nederlaag liep. Kortom een weinig te benijden situatie. Torrington riep vervolgens een oorlogsraad van al zijn vlagofficieren bijeen; daarin kwam men tot de conclusie dat zij geen andere keuze hadden dan aan deze order te gehoorzamen.

## Verloop van de slag
De volgende dag, 10 juli, trok Torrington net buiten Beachy Head, in de buurt van Eastbourne, met de geallieerde vloot in slaglinie in de richting van Franse vloot op. Hij plaatste het Nederlandse witte eskader met 21 schepen – onder bevel van luitenant-admiraal Cornelis Evertsen de Jongste met als viceadmiraals Gerard Callenburgh en Carel van de Putte – in de voorhoede. Torringtons eigen rode smaldeel vormde het centrum; het achterste blauwe eskader onder bevel van viceadmiraal Ralph Delaval bestond zowel uit Engelse als Nederlandse schepen.
De Franse admiraal verdeelde zijn vloot over de gebruikelijke drie eskaders, met respectievelijk wit-blauwe, witte en blauwe wimpels. Tourville commandeerde aan boord van het Soleil Royal in het centrum het witte eskader. Het blauwe Franse eskader onder bevel van Château-Renault vormde de voorhoede, terwijl Victor-Marie d'Estrées van het wit-blauwe eskader het bevel voerde over de achterhoede. In beide vloten bevonden de eskadercommandanten zich in het centrum van hun respectievelijke eskaders en bevonden de divisievlagofficieren zich in het centrum van hun divisies.

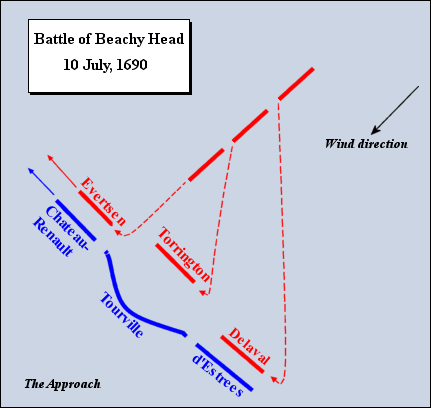
De Franse vloot voer noordnoordwest in de richting van de Engelse kust. Het Franse centrum liet de linie precies inzakken, waar het eskader van de graaf van Tourville was gestationeerd.

Om ongeveer 08:00 's ochtends voeren de geallieerden, die de wind mee hadden, zij aan zij naar het zuidwesten. Bij nadering van de Franse vloot spreidden zij zich in langwerpige linie uit om zo de gehele Franse vloot af te dekken en om verdubbeling aan beide uiteinden te voorkomen. Het Nederlandse eskader streek neer op het leidende Franse eskader om op een parallelle koers de strijd aan te gaan, maar liet de leidende divisie van Château-Renaults eskader ongedekt. Deze divisie kruiste Evertsens pad en kon na het Nederlandse eskader van achteren omvat te hebben, Evertsens schepen zware verliezen toebrengen.
Viceadmiraal John Ashby van het rode eskader verzuimde om de Nederlanders te hulp te schieten, aangezien de markies van Villette-Mursay er vooruitvarend in slaagde op te loeven. Hierdoor sneed hij Ashby de pas af en plaatste hem tussen twee vuren. Toen Torrington de rest van de rode eskadron in actie bracht, had hij moeite om dicht genoeg in de buurt van het Franse centrale eskader te komen vanwege het inzakken van de Franse lijn. Hij kwam niet dichter dan twee keer de afstand die een kanon kon dragen. Admiraal Tourville bevond zich daarvoor zonder veel tegenstand in het centrum, Hij maakte daar gezwind gebruik van door zijn eigen voorste schepen, die door Torringtons acties zonder tegenstanders waren, snel naar voren te dirigeren om de Franse aanval om de achterste Nederlandse schepen te versterken. De Nederlanders werden nu door het gehele eskadron van Château-Renaults eskader en door de centrumdivisie van Tourvilles eskader beschoten.
In de achterhoede vocht het blauwe eskadron van Delaval, dat qua aantal schepen sterk in de minderheid was, een wanhopige strijd uit met het eskadron van d'Estrées. In de voorhoede werd Evertsen, die zijn tweede in bevel en vele andere officieren had verloren, na hevige strijd gedwongen zich terug te trekken. De Nederlanders hadden in de ongelijke strijd zeer weinig hulp van de Engelse vloot gekregen. Twee Nederlandse branders vielen de Franse linie aan maar de Suikermolen werd tot zinken gebracht door het Franse vlaggenschip Le Conquérant en de Kroonvogel brandde uit zonder schade aan te richten. Veel Nederlandse schepen raakten zwaar beschadigd, een gevolg van de Franse numerieke overmacht en de sterkere bewapening van hun schepen. Door zijn tegenstander in de strijd overspeeld staakte Torrington in de late namiddag de strijd. Het getijde en een verandering van de wind uitbuitend gingen Evertsens schepen onverwacht voor anker zonder eerst de zeilen te strijken, wat door de Britse schepen gevolgd werd. De Fransen werden door deze manoeuvre verrast. Door de getijstroom dreven zij weg en raakte de geallieerde vloot buiten het bereik van hun kanonnen. De zwaar beschadigde Friesland (68), die alle masten verloren had, dreef echter mee met de Fransen en werd door dezen genomen en uiteindelijk in brand gestoken.
De acht uur durende veldslag werd een complete overwinning voor de Fransen, maar was verre van doorslaggevend. Toen het tij rond 21:00 uur keerde, lichtten de geallieerden het anker. Tourville zetten de achtervolging in, maar in plaats van een algemene achtervolging te bevelen, hield hij de strikte slaglinie aan. Dit verminderde de snelheid van zijn vloot tot dat van zijn langzaamste schepen. Niettemin werd Torrington gedwongen om zes zwaar beschadigde Nederlandse schepen (de Noorderkwartier, Gekroonde Burg, Maagd van Enkhuizen, Elswout, Tholen en de brander Maagd van Enkhuizen) en een Engels schip (het derde klasse schip Anne met 70 kanonnen) die door andere schepen voortgetrokken werden in brand te steken om te voorkomen dat deze schepen de vloot verder ophielden of na prijsgave door de Fransen veroverd zouden worden. De Wapen van Utrecht zonk in de nacht van 12 op 13 juli spontaan aan de Engelse kust. De Maas, die eerst verloren gewaand werd, bleek op de kust gezet en wist alle Franse aanvallen door sloepen af te slaan; het schip kon daarna weer vlot gemaakt worden. Daarna zocht Torrington zijn toevlucht in het estuarium van de Theems; zodra hij in de veiligheid van de rivier was, beval hij alle navigatieboeien te verwijderen, waardoor elke Franse poging om hem te volgen, te gevaarlijk werd.

## Nasleep
De nederlaag van Beachy Head veroorzaakte paniek in Engeland. Tourville had tijdelijk de controle over het Engelse Kanaal; het leek erop dat de Fransen op dat moment konden voorkomen dat Willem vanuit Ierland over de Ierse zee naar Engeland kon terugkeren en dat de Fransen misschien in staat zouden zijn om een invasieleger naar Engeland over te zetten. De dagboekschrijver John Evelyn schreef – "De hele natie is nu buitengewoon verontrust door de Franse vloot die langs onze kust vaart, zelfs tot in de monding van de Theems;" een angst die nog wordt verergerd door het nieuws van het Europese continent van de Franse overwinning in de Slag bij Fleurus op 1 juli. Om zich tegen deze dreigende invasie te verdedigen werden 6.000 beroepsmilitairen, samen met haastig georganiseerde milities, door de graaf van Marlborough opgesteld om het land te verdedigen.
In de heersende sfeer van paniek schreef niemand de nederlaag toe aan de overweldigende overmacht. Nottingham beschuldigde Torrington van verraad. Hij informeerde Willem op 13 juli: Simpel gezegd ... liet Torrington de Nederlanders zo schandelijk in de steek dat gehele eskadron verloren was gegaan als sommige van onze schepen hen niet hadden gered. Nottingham spande zich zeer in om de schuld af te schuiven, maar niemand betwistte zijn interpretatie van de gebeurtenissen. Ik kan in geen woorden tegen U uitdrukken. schreef koning Willem III van Oranje aan raadpensionaris Anthonie Heinsius van de Republiek der Zeven Provinciën, hoe bedroefd ik ben over de rampen die de vloot zijn overkomen; ik ben des te meer diep getroffen, aangezien ik heb vernomen dat mijn schepen de schepen van de Staten niet goed hebben ondersteund en hen in de steek hebben gelaten.
Er was echter ook goed nieuws voor de geallieerden. De dag na de nederlaag in de zeeslag bij Beachy Head, op 11 juli 1690 (N.S.) behaalde Willem III tijdens de Slag aan de Boyne in Ierland een beslissende overwinning op Lodewijks bondgenoot, de voormalige koning Jacobus II. Jacobus vluchtte naar Frankrijk en deed daar een beroep op Lodewijk om een invasie in Engeland uit te voeren. Dit verzoek werd echter niet gehonoreerd. De markies van Seignelay, die zijn vader Colbert als minister van Marine was opgevolgd, had geen plannen gemaakt voor een invasie en had niet verder gedacht dan Beachy Head. Hij schreef voor de slag aan Tourville – "... Ik zal tevreden zijn als u me zo snel mogelijk na de slag uw gedachten over de verdere inzet van de vloot gedurende de rest van de campagne laat weten." Tourville ging voor anker voor de rede Le Havre om de uitrusting van de schepen op orde te brengen en om de gewonden en de zieken aan land te brengen. De Fransen hadden verzuimd om hun succes uit te buiten. Tot woede van Lodewijk XIV en Seignelay was het resultaat van Tourvilles grote overwinning niet meer dan het symbolische en vrij nutteloze in brand steken van het Engelse kustplaatsje Teignmouth in juli. Tourville werd van zijn commando ontheven.
De Engelse eskaders in den vreemde haastten zich nu naar huis om zich met de hoofdvloot te verenigen. Tegen het einde van augustus beschikten de geallieerden weer over 90 schepen die in het Kanaal patrouilleerden – aan de tijdelijke Franse controle was een einde gekomen. Torrington zat intussen opgesloten in de Tower of London, waar hij zijn krijgsraad in Chatham afwachtte. Hij werd er van beschuldigd dat hij zich had teruggetrokken, dat hij terughoudend was geweest in de strijd en dat hij niet zijn uiterste best had gedaan om de vijand te beschadigen en om zijn eigen Engelse en de Nederlandse schepen te helpen. Torrington schoof de schuld van de nederlaag op gebrekkige voorbereidingen en gebrekkig inlichtingenwerk – zo was hij er bijvoorbeeld niet van op de hoogte dat de Franse vloot van Brest en de Franse Middellandse Zeevloot uit Toulon zich tot een vloot hadden verenigd.
Hij beweerde ook dat de Nederlanders de strijd te vroeg waren aangegaan, nog voordat hun voorste schepen de voorste schepen van de Franse linie hadden bereikt. Tot verontwaardiging en verbazing van Willem en zijn ministers – en tot grote vreugde van het Engels zeelieden die, terecht of onterecht, zijn proces als een politiek offer aan de Nederlanders beschouwden – sprak de rechtbank hem vrij. Torrington nam zijn zetel in het House of Lords in. Willem weigerde echter om hem nog te ontmoeten en ontsloeg hem op (O.S.) uit de dienst. Torrington werd tijdelijk vervangen door een triumviraat van Sir Henry Killigrew, John Ashby en Sir Richard Haddock; zij werden op hun beurt vervangen door admiraal Russell als enige bevelhebber van de Engelse vloot.

## Gevolgen
Engelands verpletterende nederlaag tegen Frankrijk, op dat moment de dominante zeemacht, in de zeeslag bij Beachy Head werd de katalysator voor Engeland en later Groot-Brittannië om zichzelf opnieuw als wereldmacht uit te vinden. Engeland had geen andere keuze dan om een krachtige marine op te bouwen; aangezien er niet voldoende baar geld beschikbaar was, werd in 1694 naar Amsterdams voorbeeld, een private instelling, de Bank of England, opgericht met als doel om voldoende geld aan te bieden aan de koning. In 12 dagen werd er 1,2 miljoen pond beschikbaar gesteld; de helft daarvan werd gebruikt om de marine opnieuw op te bouwen.
Als een neveneffect begon de enorme industriële inspanning, die hiervoor nodig was de economie te hervormen, van ijzerwerken waar men nagels maakte, tot de landbouw die de verviervoudigde mankracht van de Royal Navy moest voeden. Dit hielp het nieuwe Verenigd Koninkrijk – Engeland en Schotland werden in 1707 verenigd – om welvarend en machtig te worden. Samen met de kracht van de marine maakte dit Groot-Brittannië in de late achttiende en vroege negentiende eeuw tot de dominante wereldmacht, terwijl Frankrijk gedurende de Napoleontische periode de dominante militaire macht op het land bleef, in het bijzonder op het Europese continent.